# Leioproctus singularis
Leioproctus singularis är en biart som först beskrevs av Rayment 1935.  Leioproctus singularis ingår i släktet Leioproctus och familjen korttungebin. Inga underarter finns listade i Catalogue of Life.

## Bildgalleri

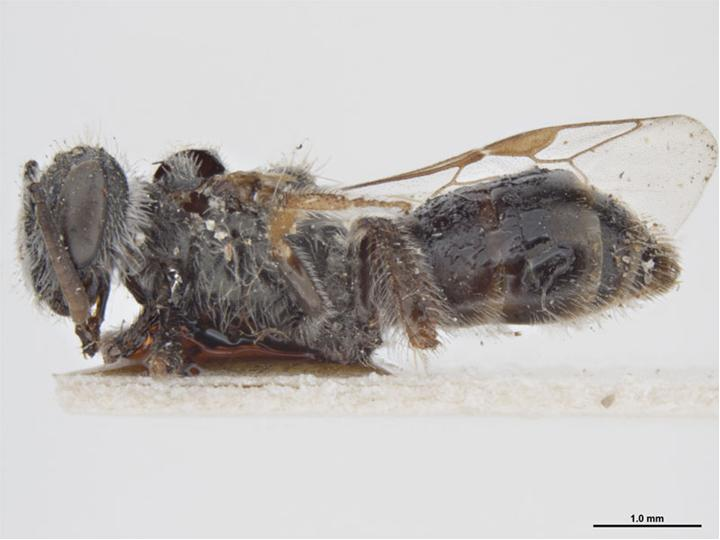
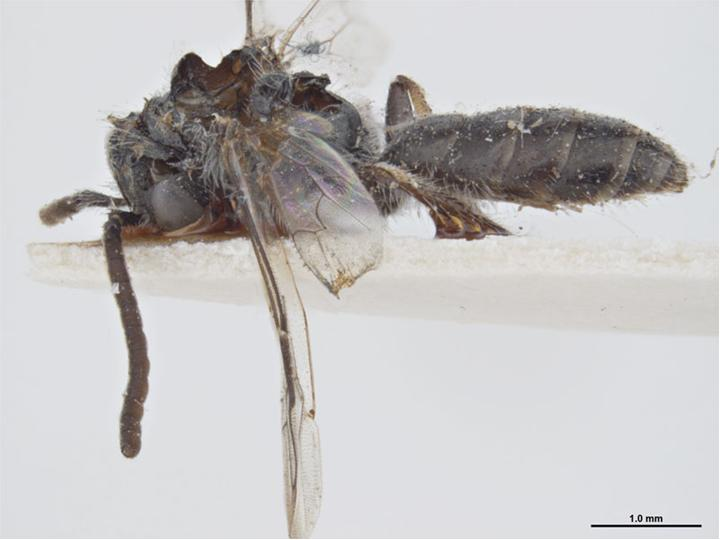